# 浅草東映
浅草東映（あさくさとうえい）は、かつて東京都台東区浅草に存在した東映系の映画館である。

## 略歴・概要
浅草公園六区の北側にあった12階建ての塔「凌雲閣」と吉本興業が経営していた「昭和座」（1927年12月開場、1943年3月建物疎開）の跡地に建てられた。
1951年（昭和26年）に設立された東映は早くから浅草方面への直営館進出を目論んでいたが、当時の吉本株式会社（東京吉本）の社長だった林弘高の幹旋により「十二階劇場株式会社」の株式を取得。同社の傍系会社として浅草東映劇場が設立され、1956年（昭和31年）1月に着工（施工は竹中工務店）、同年10月18日『曽我兄弟 富士の夜襲』の上映でこけら落としを飾った。
当初は1階の浅草東映（邦画封切）と地下1階の浅草東映ホール（名画座）の2館体制だったが、1965年に東映の2階席を改修し「浅草東映パラス」を新設する。その後、地下の東映ホールは日活の封切館「浅草日活」となったが、1991年に「浅草松竹映画劇場」（かつての金龍館）が閉鎖解体したのに伴い、館名を「浅草松竹」に改名した。松竹の封切館として営業を続けたが1999年に撤退。これにより地下1階は「東映パラス」に、2階は「東映パラス2」にそれぞれ改名された。
2000年以降、近隣の錦糸町に所在するシネマコンプレックス「錦糸町シネマ8楽天地」（後の楽天地シネマズ錦糸町）などの影響で次第に陰りが見え始め、さらには建物の老朽化も重なり2003年5月22日、浅草東映で上映された『魔界転生』を最後に閉館。建物は改築され、パチンコホール「サンシャイン浅草店」を経て、2022年3月以来スーパーマーケット「オーケー浅草店」が入居している。

## データ
| フロア  | スクリーン名    | 座席数 |
| ------- | --------------- | ------ |
| 2階     | 浅草東映パラス2 | 266    |
| 1階     | 浅草東映        | 469    |
| 地下1階 | 浅草東映パラス  | 456    |

所在地
- 東京都台東区浅草2丁目14番2号
現況はスーパーマーケット「オーケー浅草店」（2022年3月10日開業[注 1]）

交通
- 浅草駅（東武鉄道・東京都交通局）
- 田原町駅（東京地下鉄）

　※ 浅草駅 (首都圏新都市鉄道)は、閉館時は開通していない。